# 斑乌贼
斑乌贼（学名：Onykia carribbaea）为爪魷科斑乌贼属的动物，俗名加勒比斑乌贼。分布于日本群岛南部、琉球群岛、马鲁古群岛、社会群岛、加里福尼亚半岛西南、孟加拉湾、科摩罗群岛、非洲南端和西南端、阿根廷东南、墨西哥湾、佛以及中国大陆的南海北部等地，生活环境为海水，一般生活于表层。该物种的模式产地在墨西哥湾。